# Michael Rauner
Michael Rauner (Stuttgart, 30 november 1967) is een Nederlandse politicus en bestuurder. Sinds 4 april 2024 is hij burgemeester van Bergen.